# Fundamentalabsorption
Unter der Fundamentalabsorption versteht man die Erscheinung, dass ein Material bei einer bestimmten Wellenlänge Licht am stärksten absorbiert. Diese Wellenlänge ist durch die Größe der Bandlücke (im Bändermodell) des Materials gegeben, genauer ist die Energie eines Photons dieser Wellenlänge gerade gleich dem Energieabstand (der Bandlücke) zwischen Valenzband und Leitungsband.
Dieser Effekt ist vor allem in Halbleitern gut zu beobachten, wenn man mit einem optischen Spektrometer ein Spektrum des Absorptionsfaktors des Materials ausmisst: Bei (Photonen-)Energien um die Bandlücke steigt die Absorption stark an und zeigt auch bei weiter steigenden Energien erhöhte Werte.
Damit sich die Fundamentalabsorption deutlich in Absorption niederschlägt, muss der zuständige Interbandübergang auch wahrscheinlich sein. Ein Gegenbeispiel ist das Silicium: Hier handelt es sich um einen indirekten Bandübergang mit einer sehr geringen Wahrscheinlichkeit. Entsprechend ist die Fundamentalabsorption im 
Absorptionsspektrum nur bei guter Auflösung als winziger Peak zu erkennen (vgl. Spektrum des Extinktionskoeffizienten bei der Bandlückenenergie von 1,1 eV unter  physikalische Eigenschaften von Silicium).
Die Fundamentalabsorption spielt aber nicht nur bei Halbleitern eine Rolle. Auch bei Metallen, wo bedingt durch das schon teilweise gefüllte Leitungsband kein großer Unterschied in der Ladungsträgerdichte bewirkt wird, können sich die ab dieser Energie zusätzlich möglichen Interbandübergänge in den optischen Spektren bemerkbar machen. Beim Silber beispielsweise führen zwei eng benachbarte mögliche Übergänge zum Effekt der Plasmakante in seinem Reflexionsspektrum.